# Calceolaria concava
Calceolaria concava är en toffelblomsväxtart som beskrevs av U. Molau. Calceolaria concava ingår i släktet toffelblommor, och familjen toffelblomsväxter. Inga underarter finns listade i Catalogue of Life.